# Пруски устанак
Пруски устанак (енгл. Prussian uprisings) био је оружани отпор балтичких племена Пруса немачком освајању, у периоду 1260-1274.

## Позадина
У немачкој експанзији на исток, немачки витешки ред - Тевтонски витезови - почео је 1230. поробљавање пруских балтичких племена настањених на територији између доњих токова Висле и Њемена, која је касније названа Источна Пруска. Немачком витешком реду су се придружили крсташи, који су дошли са свих страна на подстицај папе да би покорили и покрстили паганске Прусе - у ствари, да би у новоосвојеним областима дошли до својих феуда. Пруси су пружили снажан отпор, посебно у великој бици на реци Зорге (Dzierzgon), али су до средине 13. века ипак покорени. У том освајању Пруси су немилосрдно истребљивани и насилно германизовани, а њихове области постепено постају поседи немачких феудалаца.

## Устанак
После пораза Немачког витешког реда на језеру Дурбе, североисточно од Либауа, 13. јула 1260, који им је нанео литвански кнез Миндаугас, Пруси се у савезу са Литванцима дижу на оружје против немачких господара. Устанак је брзо захватио сва пруска племена.

### Супротстављене снаге
У односу на своје противнике Пруси су били примитивно  наоружани. Насупрот опреми западних витезова, најефикаснијој у оно време, главно оружје Пруса била је тољага и копље за бацање; од заштитне опреме имали су једино шлем и штит, а прсни оклоп само појединци. Освајачи су се уз то ослањали на мноштво утврђених замкова (Burgen). Иако су они до тада били, углавном, од земље и дрвета (Wallburgen), ипак су представљали велику препреку за устанике без икакве опсадне технике. Немци су владали и морем, што им је знатно олакшавало дотур и попуну.

### Операције
Пруски устанак може се поделити на три периода. У периоду 1260-1264. устаници су били у офанзиви, уз врло ефикасну подршку литванског кнеза Миндаугаса, који упада у Пруску 1260. и 1262. Боље организовани и опремљени Литванци воде борбе на отвореном пољу, а Пруси заузимају немачке замкове у унутрашњости. Но, Кенигсберг (Калињинград), главни ослонац немачких витезова, узалудно опседају. На подстицај папе упућена је на устанике и она крсташка војска, која се скупила против Монгола.
У периоду 1264-1269. долази до равнотеже снага. На захтев папе у Пруској интервенишу моћни владари, поред осталих и чешки краљ Отакар II Пшемисл. Извесно време (1266-1267) Прусе помажу Сватоплукови синови и наследници. У периоду 1270-1274. устанак Пруса постепено јењава, најпре у области Кенигсберга, а затим у осталим пруским крајевима.

## Последице
Пруски устанак био је последњи покушај Пруса да се одупру истребљењу и германизацији, и да избегну судбину коју су немачки освајачи раније приредили Балтичко-полапским Словенима.